# 김익준
김익준(金益俊, 1916년 1월 16일~1984년 6월 18일)은 대한민국의 정치인이다. 제7·9대 국회의원을 역임했다.

## 약력
- 고려대학교 및 서울대학교 법과대학 교수
- 대한민국 내무부 치안국 교육과장 겸 경찰전문학교 교장
- 강원도 경찰국장
- 한성일보 논설위원
- 국가재건최고회의 기획위원
- 1971년 ~ 1972년 : 제7대 국회의원 (민주공화당)
- 민주공화당 중앙상임위원회 선전분과위원장
- 민주공화당 원내부총무
- 1976년 ~ 1979년 : 제9대 국회의원 (유신정우회)

## 역대 선거 결과
|  | 22.59% |

|  | 50.6% |

|  | 0% |